# 杜大珪
杜大珪（？—？），其字、號均失考。南宋眉州（今四川眉山）人。
生卒年不詳，僅知其書《琬琰集》自題“眉州进士杜大珪编”，該序作於绍熙五年（1194年），是為宋光宗時進士。编有《名臣碑传琬琰集》一〇七卷，此书收錄有宋代221位名臣的碑、铭、传、状，可補正史之不足。